# Kolej aglomeracyjna w Kobe

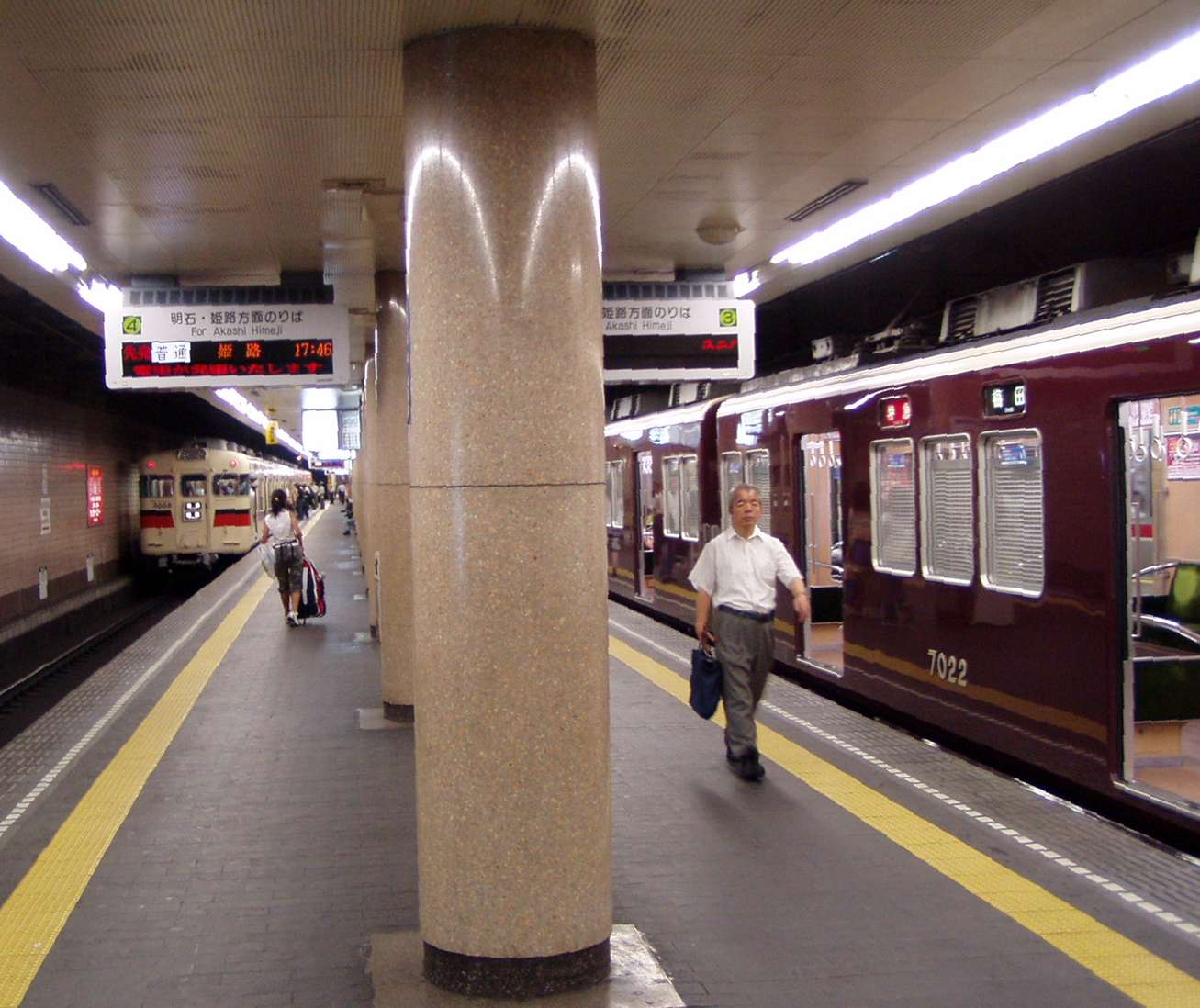
Kōbe Kōsoku, linia Tōzai, stacja Shinkaichi. Pociąg Hankyū (po prawej) skończył bieg, krótki pociąg San’yō odjedzie w kierunku Himeji (po lewej w głębi)

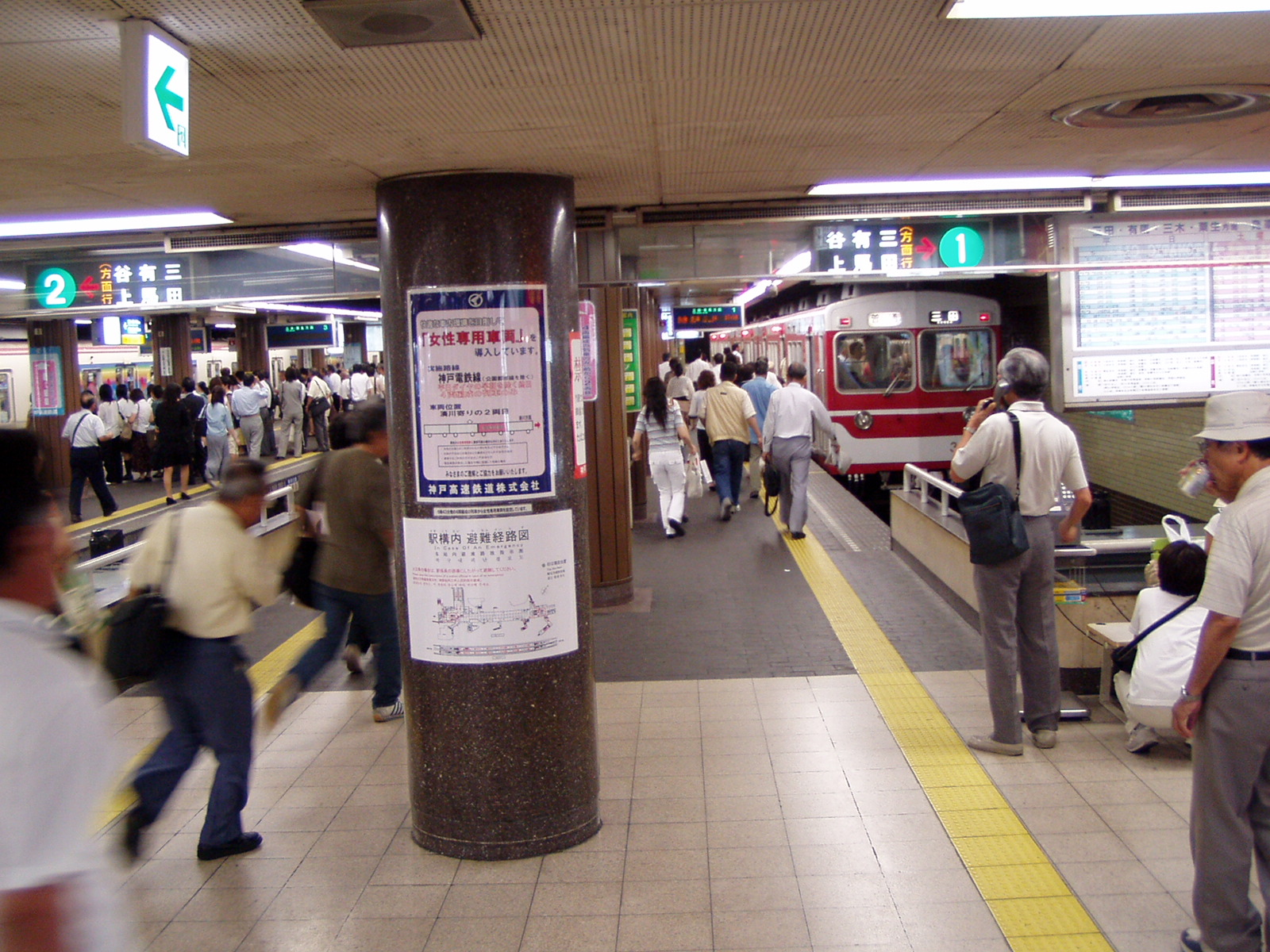
Kōbe Kōsoku, perony czołowe linii Namboku z pociągiem Shintetsu; godzina wieczornego szczytu

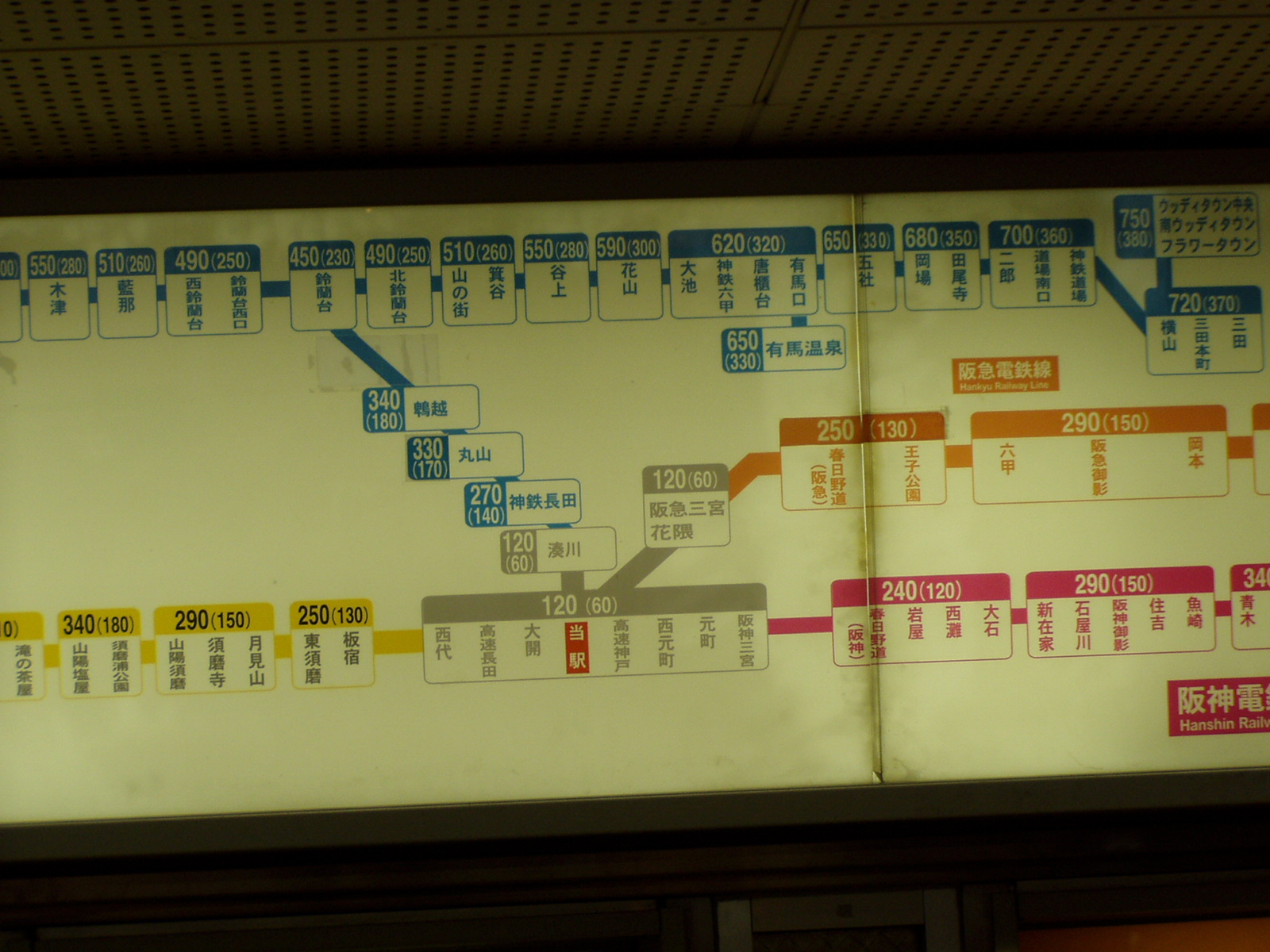
Ceny przejazdu z Shinkaichi na Kōbe Kōsoku (2005) – typowy schemat przy automatach biletowych

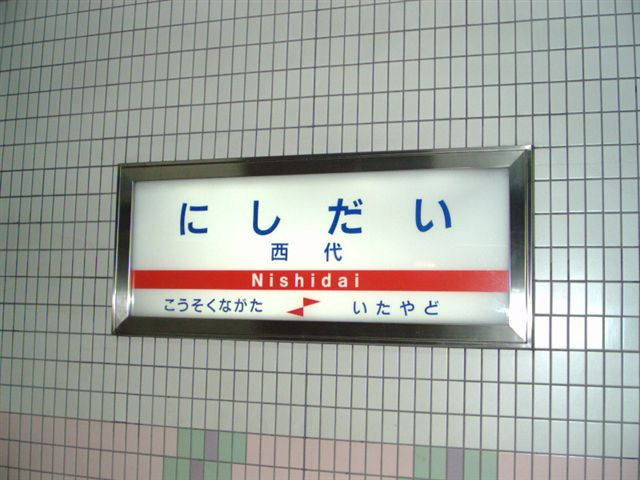
Kōbe Kōsoku Tōzai-sen. Typowy szyld peronowy

Kolej aglomeracyjna w Kobe – system kolei aglomeracyjnej obsługującej terytorium miasta Kobe (prefektura Hyōgo). Sieć składa się z linii prywatnych kolei aglomeracyjnych z linią średnicową Kōbe Kōsoku Tetsudō, systemu metra Kōbe Shiei Chikatetsu, dwóch kolejek automatycznych Portliner i Rokkoliner oraz linii średnicowej kolei JR Nishi-Nihon. Interesujący przykład miasta, w którym metro ma po trosze charakter podmiejski, kolej podmiejska charakter metra, a kolej sieci krajowej skutecznie z nimi konkuruje w obsłudze ruchu miejskiego.

## 神戸高速鉄道 Kōbe Kōsoku Tetsudō i sieć współpracująca
Kōbe Kōsoku Tetsudō (pol.: "Kobańska Kolej Szybka") to pierwsza kolej podziemna w Kobe i jedna z najstarszych w kraju kolei "trzeciego sektora". Głównymi udziałowcami spółki władającej koleją są: miasto (40%), kolej San'yō (12,2%), kolej Hankyū (9,95%), kolej Hanshin (9,95%) oraz kolej Shintetsu (7,9%). Kolej powstała dla połączenia końcowych stacji prywatnych kolei aglomeracyjnych linią przebiegającą pod śródmieściem Kobe. Niewielka sieć składa się z następujących linii (p. schemat):
- 東西線 Tōzai-sen (pol.: „linia WZ”): przebieg 西代 Nishidai – 新開地 Shinkaichi – 高速神戸 Kōsoku-Kōbe – 阪急三宮 Hankyū Sannomiya/元町 Motomachi. Długość linii 5,7 km (pięć stacji), odgałęzienia 1,5 km (dwie stacje). Z wyjątkiem rampy sprowadzającej od nadziemnego dworca Hankyū-Sannomiya do tunelu, cała linia jest podziemna. Średnia odległość między stacjami – 1,03 km. Na stacji Nishidai linia połączona jest z 山陽本線 San’yō-honsen, na stacji Hankyū Sannomiya – z linią　阪急神戸線 Hankyū-Kōbe-sen, na stacji Motomachi z linią　阪神本線 Hanshin-honsen. Tor 1435 mm, elektryfikacja górna =1500 V.
  - 南北線 Namboku-sen (pol.: „linia NS”): przebieg Shinkaichi – 湊川 Minatogawa, długość linii 0,4 km. Linia jest połączona z 有馬線 Arima-sen kolei 神戸電鉄 Kōbe Dentetsu (w skrócie 神鉄 Shintetsu). Tor 1067 mm, elektryfikacja górna =1500 V. Ze względu na różnicę rozstawu szyn linia nie jest technologicznie połączona z Tōzai-sen, stacja Shinkaichi jest węzłem przesiadkowym. Faktycznie linia Namboku to krótki odcinek podziemny rozpoczynający długą sieć Shintetsu, odrębnie zarządzany.
- Hokushin-sen – osobny element sieci, powiązany z metrem; p. niżej

Tunel był budowany jako płytki, stacje są przekroju prostokątnego. Na odcinku Shinkaichi – Kōsoku Kōbe – JR Kōbe ciągnie się poduliczna galeria handlowa, przebiegająca na stropie tunelu Tōzai-sen.
Linie kolei współpracujących są także w dużym stopniu bezkolizyjne. Hanshin-honsen przebiega pod ziemią na odcinku Motomachi – 岩屋 Iwaya (3,24 km), a następnie na estakadzie aż do stacji　青木 Ōgi (6,17 km). Hankyū-Kōbe-sen przebiega na wiadukcie do stacji 王子公園 Ōji-kōen (2,90 km). San’yō-honsen przebiega w tunelu do stacji 東須磨 Higashi-Suma (1,83 km).
Kōbe Kōsoku nie posiada własnych pociągów. System obsługi jest dość skomplikowany Na Tōzai-sen kursują pociągi trzech kolei współpracujących: wszystkie pociągi jadące główną linią San’yō Dentetsu „przechodzą” na średnicę, połowa z nich kończy na dworcu Hankyū Sannomiya, a połowa jedzie na linię Hanshin, gdzie część kończy na stacji 阪神三宮 Hanshin Sannomiya. W szczycie wieczornym prawie wszystkie pociągi lokalne z linii San’yō kończą na Shinkaichi lub Kōsoku Kōbe, nie wjeżdżając na żaden z dworców Sannomiya, które pracują na granicy przepustowości, przyjmując ruch z Osaki. Ekspresy z Himeji (chokutsū tokkyū; 4-5 na godzinę) przejeżdżają całą Tōzai-sen i jadą dalej aż do Osaki (dworzec Hanshin-Umeda). Poza szczytem wszystkie, a w szczycie większość pociągów jadących linią główną Hanshin Denki Tetsudō „przechodzi” na średnicę. Część z nich kończy na stacji Kōsoku Kōbe, a część jedzie dalej na linię San’yō-honsen. Większość pociągów jadących linią Hankyū-Kōbe-sen wjeżdża na Kōbe Kōsoku i kończy na stacji Shinkaichi (żaden pociąg Hankyū nie jedzie dalej). Na Namboku-sen wjeżdżają wszystkie pociągi jadące Shintetsu-Arima-sen. Przejazd w obrębie Kōbe Kōsoku jest stosunkowo tani (120円-150円), ale za wjazd na sieć kolei współpracujących pobiera się opłatę od 90円　do 120円.
Firma zatrudnia 144 osoby. W 2004 kolej przewoziła dziennie średnio 153 tys. osób. Daje to „gęstość przewozów” 21,25 tys.pas./km linii – jedną z najwyższych w kraju.

## 神戸市営地下鉄 Kōbe Shiei Chikatetsu i linia współpracująca

Schemat sieci metra (odcinek Shin-Kōbe – Tanigami należy do kolei Hokushin)

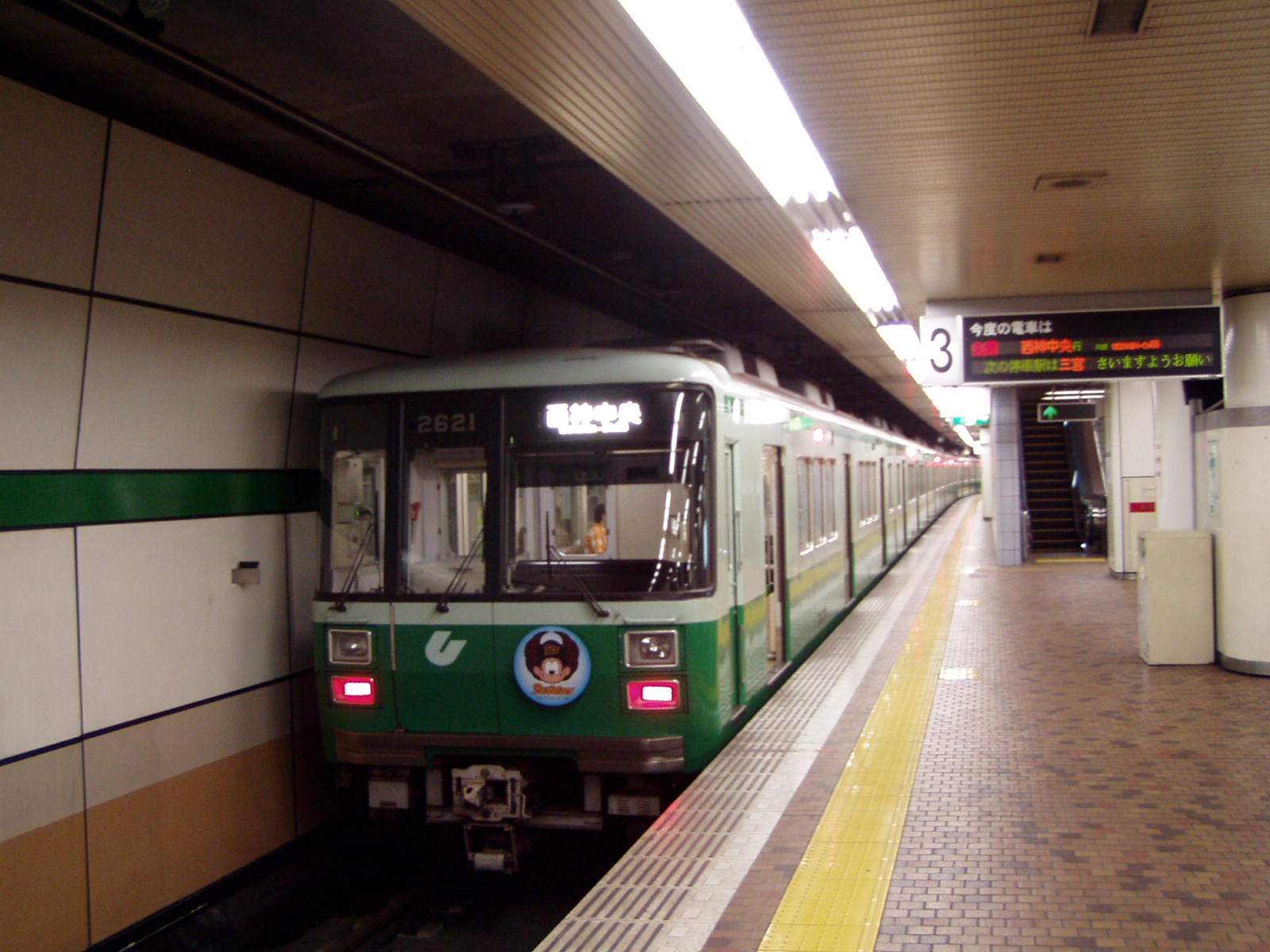
Pociąg Seishin-Yamate typu „2000” (1988 r.) na stacji Shin-Kōbe

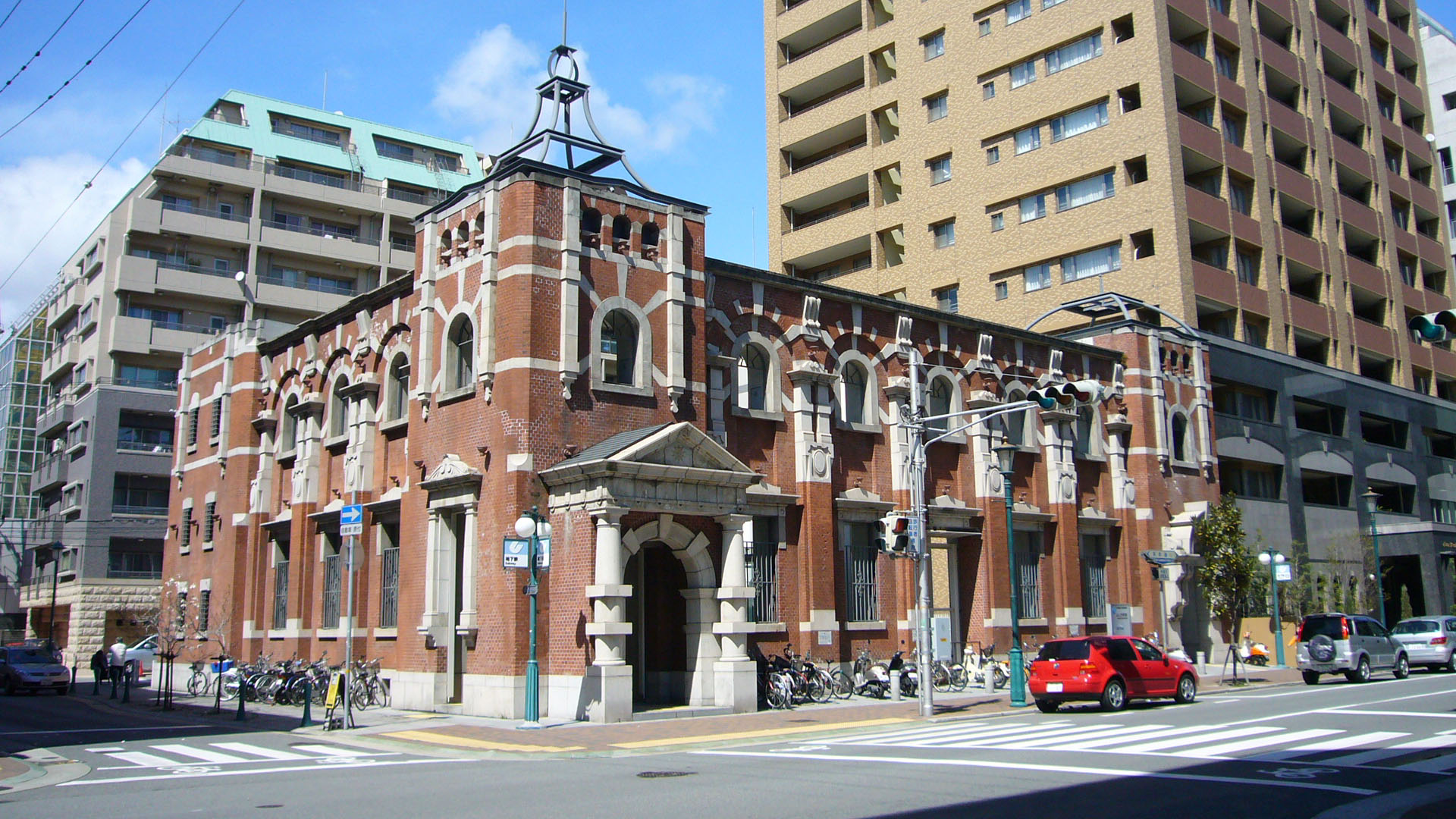
Linia Kaigan – wejście do stacji Minato-Motomachi w zaadaptowanym budynku banku (proj. Kingō Tatsuno)

Sieć metra, należąca w całości do miasta, powstała później niż koleje prywatne i linia Kōbe Kōsoku. Składa się ona z dwóch niezależnie eksploatowanych i różniących się technologicznie linii:
- 西神・山手線 Seishin-Yamate-sen (pol.: „Seishin” – linia „zachodniego Kobe”): linia łącząca „nowe miasta” Seishin, Gakuen-toshi, Myōdani oraz tereny sportowe Kōbe Sōgōundō-kōen, zbudowane w głębi lądu w północno-zachodnim Kobe, ze śródmieściem (przebiega jego północnym skrajem) i dworcem Shin-Kōbe na linii San’yō Shinkansen. Formalnie składa się z trzech linii: Seishin-enshin (西神延伸) na zachód od stacji 総合運動公園 Sōgōundō-kōen, Seishin do stacji 新長田 Shin-Nagata i Yamate – na wschód od niej. Łączna długość linii – 22,7 km (z czego w tunelu – 15,5 km), tor normalny, zasilane górne =1500 V. Po opuszczeniu śródmieścia i przejściu pasma wzgórz linia jest w większości prowadzona na powierzchni, zwykle w pasie rozdzielającym drogi. Zajezdnie znajdują się przy stacjach　名谷 Myōdani i 西神中央 Seishin-chūō. Eksploatuje się pociągi sześciowagonowe. Obciążenie linii 19 par poc./godz. szczytu rannego, 8 par poc./godz. w południe.
- 北神急行電鉄 Hokushin Kyūkō Dentetsu (pol.: Szybka Kolej Północnego Kobe) – przedłużenie linii metra Yamate pod pasmem Wzgórz Rokkō, pozwalające znacznie skrócić czas dojazdu do centrum miasta od strony urbanizujących się przedmieść północno-wschodnich. Chronicznie deficytowa kolej ma od niedawna skomplikowaną strukturę własnościową. Infrastruktura należy do spółki, której dużymi udziałowcami są Hankyū (27,5%), Shintetsu (19,875%), Shintetsu Enterprise (7,625%). Eksploatacja natomiast należy do kolei Kōbe Kōsoku. Trasa kolei liczy 7,5 km i obejmuje tunel długości 7,276 km, rozciągający się między stacją Shin-Kōbe (przejściową na metro) a stacją 谷上 Tanigami (przesiadkową na Shintetsu). Linia ma maksymalne nachylenie trasy 3,3%. Eksploatuje się kilka własnych pociągów Hokushin Kyūkō (zajezdnia znajduje się przy stacji Tanigami). W 2000 r. linia przewiozła 9,1 mln osób. Obciążenie linii 7 par poc./godz. szczytu, 4 pary poc./godz. w południe.
- 海岸線 Kaigan-sen (pol.: linia nadbrzeżna): linia długości 7,9 km, całkowicie podziemna, łącząca centrum miasta (Sannomiya, Motomachi) z rejonem Shin-Nagata przez nadbrzeżną dzielnicę Wadamisaki; obsługuje Kobe Home’s Stadium. Pociągi są napędzane silnikiem liniowym. Tor normalny, zasilanie górne =1500 V. Podziemna zajezdnia znajduje się pomiędzy stacjami　和田岬 Wadamisaki i 御崎公園 Misaki-kōen, koło stadionu. Eksploatuje się pociągi czterowagonowe w trybie ATO (perony pozwalają na stosowanie jednostek sześciowagonowych). Obciążenie linii 10 par poc./godz. szczytu rannego, 6 par poc./godz. w południe.

Tunel linii Seishin-Yamate był głównie budowany odkrywkowo (11,1 km), przejście przez góry wykonano metodą górniczą (4,1 km), resztę – tarczą (0,3 km). Większe użycie metody tarczowej nastąpiło przy budowie tunelu linii Kaigan.
W 2006 r. metro przewoziło średnio 306,5 tys. osób dziennie (bez linii Hokushin) – daje to „gęstość przewozów” 10,0 tys.pas./km linii. Najbardziej obciążoną stacją jest Sannomiya, obsługująca 111 tys. osób dziennie, następnie Myōdai – 54 tys. i Seishin-chūō – 48 tys. (2002). Linia Kaigan jest znacznie mniej obciążona – jej najbardziej używana stacja, ハーバーランド Harbour-Land, obsługiwała zaledwie 16 tys. osób dziennie. Powody jej budowy pozostają zatem dość niejasne.

## 神戸新交通 Kōbe Shinkōtsū

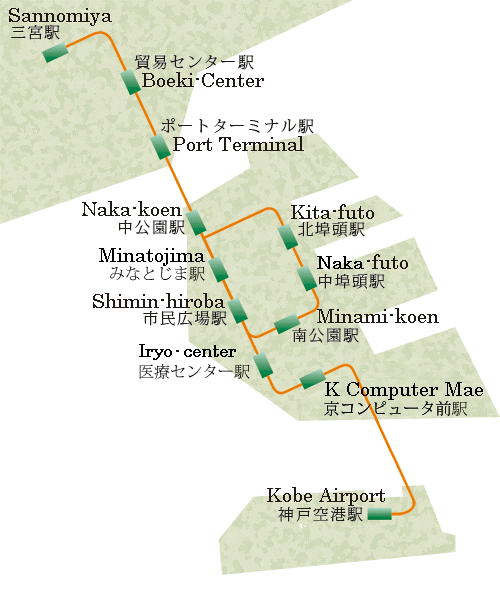
Portliner

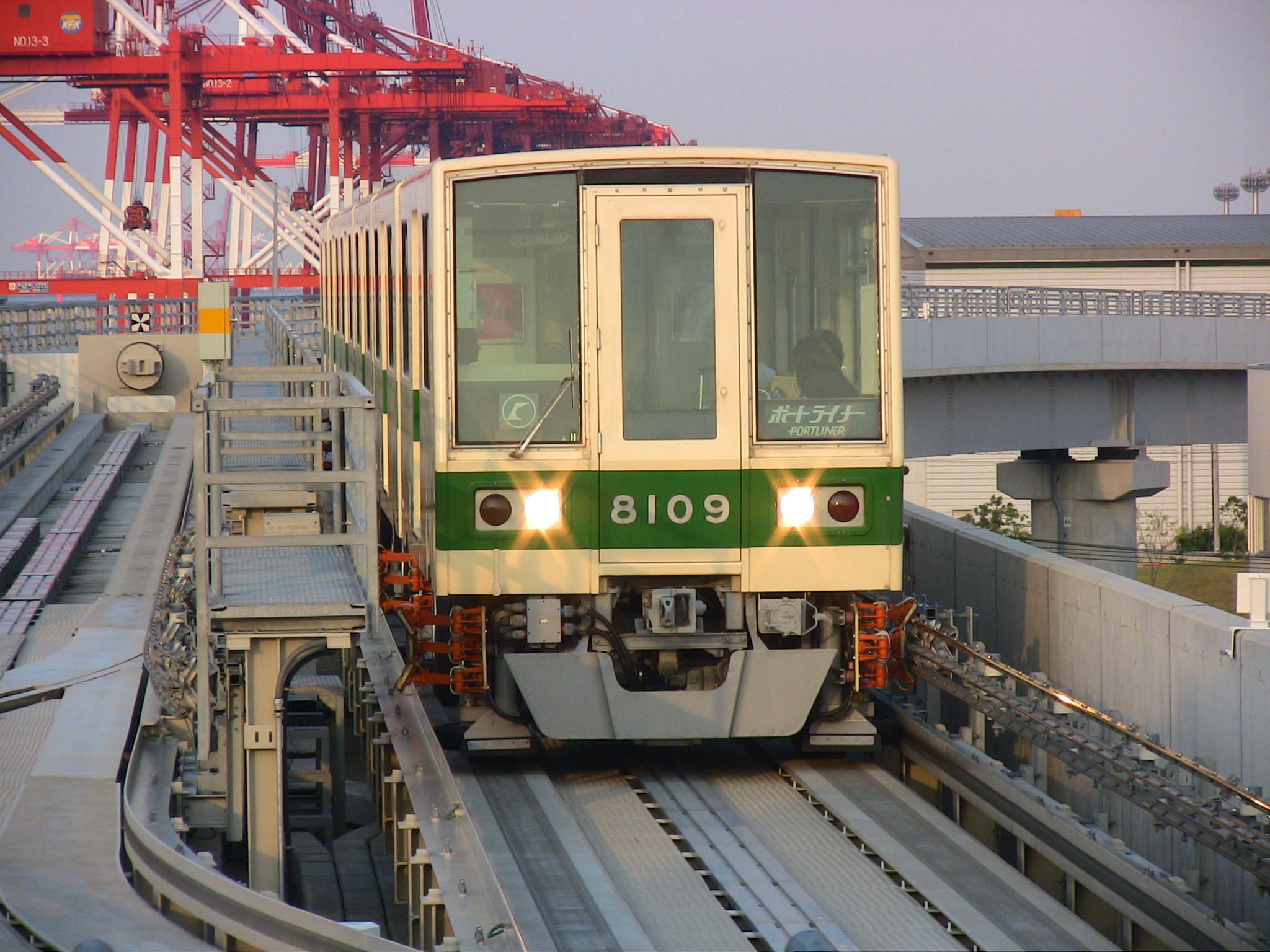
Portliner, EZT „8000” z 1981 r

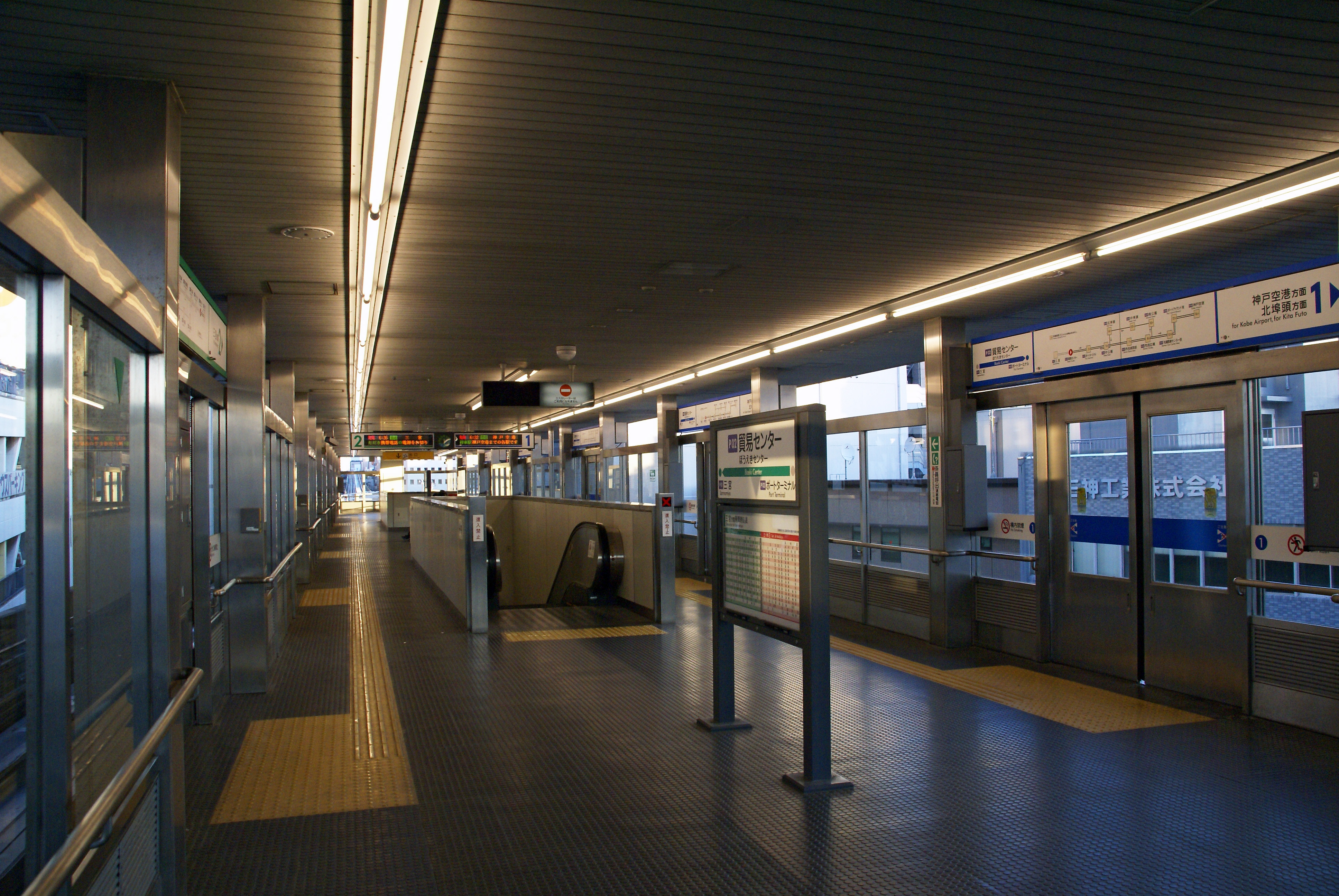
Typowa stacja, poziom peronu. Portliner, Boeki Center

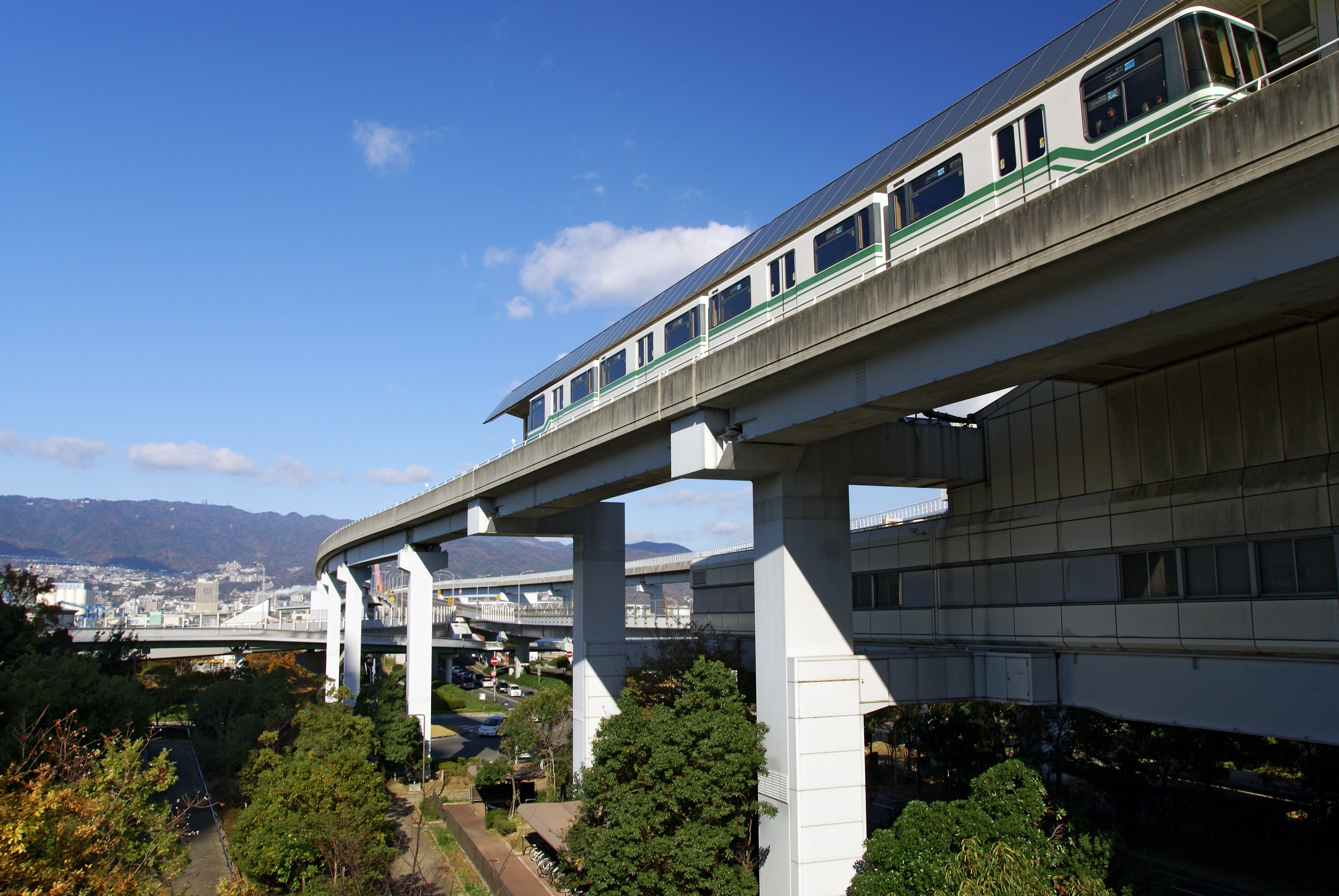
Rokkoliner, stacja Island-kitaguchi

Kōbe Shinkōtsū (pol.: „nowy transport Kobe”, „nowy transport” jest po japońsku synonimem małej kolei automatycznej) jest publiczno-prywatnym zarządem kolejowym (kolej „trzeciego sektora”), administrującym dwiema kolejkami łączącymi dwie największe sztuczne wyspy Kobe ze stacjami kolei aglomeracyjnych.
- ポートライナー　Portliner, oficjalnie ポートアイランド線 Port-Island-sen: linia łącząca centrum miasta (dworce 三宮 Sannomiya) z wyspą 港島 Minato-jima i portem lotniczym Kobe (神戸空港 Kōbe kūkō).

Długość trasy 8,2 km, odcinka jednotorowego pętli – 2,6 km. Cała linia biegnie na wiadukcie. Zajezdnia znajduje się na wyspie, przy stacji 中埠頭 Nakafutō. Eksploatuje się pociągi długości 50,4 m, złożone z sześciu krótkich wagonów dwuosiowych, na kołach ogumionych. Częstotliwość na maksymalnie obciążonym odcinku 16/12 kursów na godzinę w jedną stronę.
- 六甲ライナー　Rokkoliner, oficjalnie 六甲アイランド線 Rokkō-Island-sen: linia łącząca stację 住吉 Sumiyoshi na linii JR Tōkaidō-honsen oraz 魚崎 Uozaki na linii Hanshin-honsen z wyspą　六甲アイランド Rokkō Island (p. schemat); długość 4,5 km. Cała linia biegnie na wiadukcie. Zajezdnia znajduje się na wyspie za stacją końcową　マリンパーク Marine Park. Eksploatuje się pociągi czterowagonowe, długości ok. 34 m. Częstotliwość – 15/10 kursów na godzinę w jedną stronę.

Obie linie są zbliżone technologicznie.Zasilanie dolne z trzech równoległych sztywnych przewodników prądem trójfazowym ~600 V 60 Hz. Maksymalne nachylenie trasy 5% na linii Portliner, 5,8% na linii Rokkoliner, minimalny promień odpowiednio 30 m i 60 m. Kolejki różnią się sposobem rozwiązania rozjazdów. Eksploatacja obu kolejek odbywa się w trybie ATO bez maszynistów. Budowa kosztowała 43,7 mld jenów za kilometr (Portliner) i 41,9 mld jenów za kilometr (Rokkoliner).
W 2000 r. obie kolejki przewiozły 24,3 mln osób.

## Kolej aglomeracyjna JR

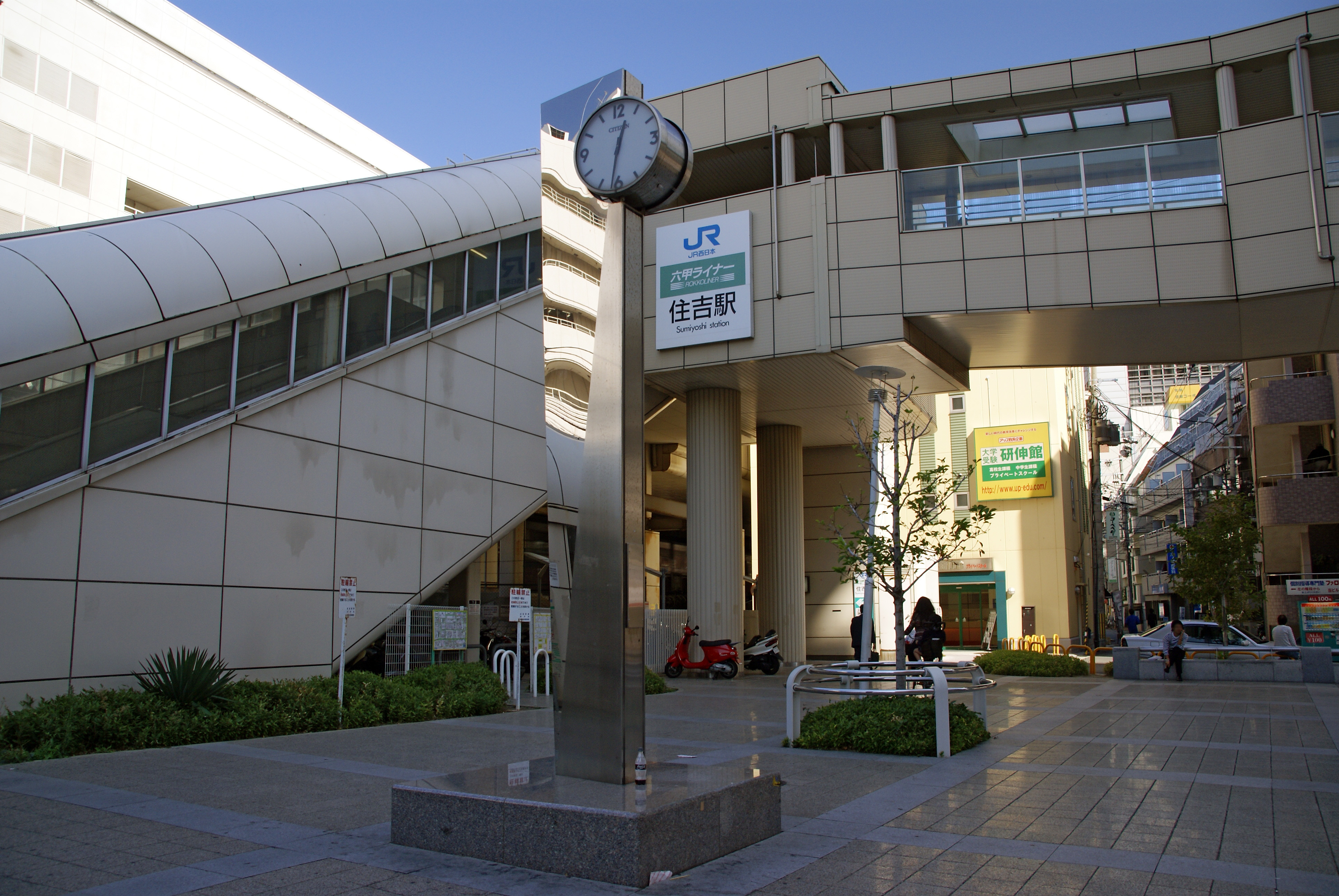
Dworzec w mieście – stacja JR Sumiyoshi

Przez teren miasta, wzdłuż całej urbanizacji pasa nadmorskiego, przebiega jedna magistrala kolei ＪＲ西日本 JR Nishi-Nihon – czterotorowa 東海道本線 Tōkaidō-honsen, na zachód od stacji Kōbe nosząca nazwę 山陽本線 San’yō-honsen. Linia jest zbudowana na torach 1067 mm, zelektryfikowanych górą prądem =1500 V.
W sieci połączeń aglomeracyjnych regionu Keihanshin linia ta nosi nazwę ＪＲ神戸線 JR Kōbe-sen. Na linii znajduje się 11 dworców i przystanków, z czego dwa dla ekspresów aglomeracyjnych　新快速 shin-kaisoku (三ノ宮 Sannomiya, 神戸 Kōbe), a siedem dla pośpiesznych 快速 kaisoku. Obciążenie ruchem aglomeracyjnym to 8 par pociągów lokalnych (futsū) na godzinę (12 w rannym szczycie), 4 pary kaisoku (8 w rannym szczycie) i 4 pary shin-kaisoku (6 w rannym szczycie).
Ruch pasażerski utrzymywany jest ponadto na krótkim odgałęzieniu 和田岬線 Wadamisaki-sen, relacji　兵庫 Hyōgo -　和田岬 Wadamisaki.
Dla obsługi ruchu aglomeracyjnego o charakterze lokalnym stosuje się EZT złożone z wagonów o gęstym układzie drzwi (po pięć par na wagon) i podłużnym układzie siedzeń. Ruch pośpieszny obsługują bardziej komfortowe EZT, o trzech parach drzwi w wagonie i poprzecznym układzie siedzeń.

## Rys historyczny
Epoka transportu szynowego w Kobe rozpoczyna się w 1874 r. otwarciem linii kolei państwowej (późn. pod nazwą „Kokutetsu”) między dworcem Kōbe i Osaką, drugiej w kraju (linia będzie stanowić zachodni skraj magistrali Tōkaidō). Jako przedłużenie kolei na zachód od 1888 r. służyła linia kolei prywatnej San’yō Tetsudō (pierwsza kolej tej nazwy), zbudowana między dworcem Kōbe i Himeji. Niemal równocześnie (1890) otwarto odgałęzienie do portu (linia Wadamisaki). Obie linie upaństwowiono w 1906. Kolej państwowa początkowo nie odgrywała jednak większej roli w ruchu lokalnym.
Tramwaj elektryczny w Kobe pojawił się w 1910 r. na 5,8-kilometrowej trasie między dworcem Kokutetsu Hyōgo a rejonem Sannomiya. Rozwój tramwajów poprzedziła jednak elektryczna kolejka dojazdowa: w 1905 otwarto linię Hanshin Denki Tetsudō do Osaki; był to pierwszy „interurban” w Japonii. W 1912 r. linię przedłużono w głąb śródmieścia do krańcówki 滝道 Takimichi. Od zachodu kolej Hyōgo Denki Tetsudō (i inne firmy) od 1910 r. budowały linie dojazdowe od dworca Hyōgo w kierunku Himeji, które osiągnęły w 1923 (system ten od 1933 należy do San’yō Denki Tetsudō). W 1920 Hanshin Kyūkō Dentetsu (obecnie Hankyū) otworzyła drugą linię do Osaki, konkurencyjną w stosunku do kolei Hanshin (ze stacją początkowo na rubieżach rejonu Sannomiya). Natomiast w 1928 r. Kōbe-Arima Dentetsu otwiera pierwszy odcinek linii podmiejskiej wychodzącej od stacji Minatogawa (obecnie linia Shintetsu).
Wobec początkowego braku modernizacji linii Kokutetsu i dzięki nowatorstwu technologicznemu (np. uzyskiwaniu coraz wyższych prędkości) kolejki elektryczne zdobyły wielką popularność i były w stanie prowadzić większe inwestycje, m.in. modyfikować podejścia do centrum miasta. W 1933 r. otwarto podziemny dworzec Hanshin Sannomiya z długim tunelowym podejściem, które pozwoliło zlikwidować długie torowisko uliczne. W 1936 Hanshin Kyūkō otworzyła swoje wprowadzenie do śródmieścia, nadziemne, zakończone okazałym dworcem – obecnym Hankyū Sannomiya. Istnienie obu końcówek elektrycznych kolejek dojazdowych przyczyniło się do ukształtowania centrum usługowego miasta na wschodnim skraju pierwotnego śródmieścia.
Przełom na linii kolei państwowej nastąpił w l. 30. W 1934 ukończono elektryfikację linii na terenie Kobe i uruchomieno wiele pośrednich przystanków. W l. 1926-1937 dobudowano drugą parę torów. Kokutetsu stanęła do konkurencji o przejęcie ruchu miejsko-aglomeracyjnego – nie tylko zresztą w Kobe, ale w całym Regionie Kansai. W tym momencie dokonało się ukształtowanie sieci kolei obsługującej coraz bardziej urbanizujące się pasmo miejskie między Kobe i Osaką, wciśnięte między Wzgórza Rokkō i brzeg Zatoki Osakijskiej.
Po wojnie rozwijano jeszcze miejską sieć tramwajową. Apogeum długości – 35,6 km – osiągnęła ona w 1953 r. Jej całkowite zamknięcie nastąpiło jednak bardzo szybko, bo już w okresie 1966-1971. Zbiegło się to z otwarciem w 1968 r. pierwszej linii szybkiej kolei miejskiej – Kōbe Kōsoku Tetsudō.
Lata 70. przyniosły początek realizacji planu ekspansji zabudowy na tereny położone w głębi lądu. Dla obsługi nowych osiedli położonych na północny zachód od Kobe, miasto zdecydowało się na budowę linii własnej kolei – metra. Jej pierwszy odcinek, Myōdani – Shin-Nagata, otwarty w 1977 r., służył jako kolej dowozowa do linii San’yō (przedłużenie Kōbe Kōsoku) i kolei Kokutetsu. „Prawdziwym” metrem linia stała się po wydłużeniu na wschód, równolegle do linii Kōbe Kōsoku. Budowę wykonywano etapami: w 1983 r. otwarto odcinek do 大倉山 Ōkurayama, w 1985 – do Shin-Kōbe. Na zachodzie zaś obecną stację końcową Seishin-chūō (ok. 16 km od śródmieścia) kolej osiągnęła w 1987 r.
Uruchomienie w 1988 r. przedłużenia wschodniego tej linii – kolei Hokushin Kyūkō, zbiegło się z podjęciem budowy „miasta-ogrodu” 神戸三田国際公園都市 Kōbe-Sanda Kokusai Kōen-toshi, położonego ok. 20 km na północ od śródmieścia. Strukturę tę łączy z Kobe wydłużona linia kolei Shintetsu, ale z Osaką – bezpośrednia linia JR. Linia Hokushin ma za zadanie skrócić czas dojazdu w tym kierunku, jednakże nie może być połączona z metrem, ze względu na inny rozstaw toru. Rozwój zatem pierwszej linii metra w Kobe nosi pewne cechy przypadkowości.
Drugim kierunkiem ekspansji miasta są wody Zatoki. Ukończona w 1981 r. po 15 latach budowy sztuczna wyspa Port Island została skomunikowana ze śródmieściem przez kolejkę Portliner, uruchomioną w lutym 1981. Była to wówczas pierwsza mała kolej automatyczna w ruchu miejskim na świecie. Linię przedłużono do nowo otwartego lotniska Kobe (także na sztucznej wyspie) w 2006 r. Drugą sztuczną wyspę, Rokkō Island, położoną nieco na wschód ukończono w 1992, ale już w 1990 otwarto prowadzącą na nią drugą kolejkę – Rokkoliner.
Na przestrzeni ostatnich 15 lat kolej sieci krajowej (od 1989 r. JR Nishi-Nihon) wyraźnie zwiększyła wielkość przewozów (w przeciwieństwie do dominujących kiedyś kolei prywatnych). Stało się to m.in. dzięki zwiększanej w l. 198-1999 ofercie połączeń pośpiesznych pociągami shin-kaisoku.
Najnowszym elementem sieci SKM stała się druga linia metra – Kaigan, otwarta w 2001 r., w której upatruje się stymulatora rozwoju dzielnic nadbrzeżnych Kobe. Linia ta była siódmą na świecie koleją napędzaną silnikiem liniowym, a trzecim w Japonii „metrem LIM”.